# 李明哲事件
李明哲事件，是在中華人民共和國發生的一起刑事案件。當事人李明哲因涉嫌“颠覆国家政权罪”而被广州市、长沙市国家安全机关拘捕，湖南省长沙市人民检察院起诉。因當事人台灣居民李明哲曾進入失聯狀態，引發人權侵犯爭議，經其妻李凈瑜與台灣多個民間團體組成『尋找李明哲─李明哲國際救援小組』強力奔走下而使此事受台灣关注、至美國求援，引起數個國際媒體採訪報導，人權公約施行監督聯盟及台灣人權促進會向聯合國人權機制針對此案提出緊急申訴，並成為台灣第一個被聯合國人權機制受理的個案，後來歐洲議會中與劉曉波案一併做出『RC-B8-0459 / 2017』決議案號。
媒体常将此事件与2017年3月中國大陸学生遭法务部调查局逮捕的周泓旭案对照比较。中华人民共和国最高人民法院下属的《人民法院报》将此事件以“彭宇华李明哲颠覆国家政权案”之名列为2017年度人民法院十大刑事案件。

## 当事人

### 李明哲
李明哲（1975年2月－）生於中華民國，為臺灣外省人第二代，也是家中獨子，父親籍貫安徽，母親籍贯山東。曾參加新黨青年軍。為國立科學工業園區實驗高級中學第九屆學生，就讀文化大學哲學系期間受到自由思潮啟發，與學妹李凈瑜共同參與反高學費運動。曾任職前立委許鍾碧霞國會辦公室助理和臺北市議員謝明達競選總部助選人員。2003年任民主進步黨社會發展部專員。2014年1月，擔任新臺灣文化基金會專員。2015年至2016年1月担任非政府組織「人權公約施行監督聯盟」（原「兩公約施行監督聯盟」）志工，現為民辦臺北市文山社區大學的學程經理，負責規劃課程。
李明哲關注中華人民共和國人權與中華人民共和國民主運動，多年來支持中國大陸公民社會組織和行動者，因得知在中國大陸的朋友有閱讀人權、近代史相關書籍的需求而曾自費寄贈文學與社會科學類書籍（如《當代政治思潮》、《政黨與選舉概論》、《比較選舉制度》、《比較政府與政治》等），其中於2016年8月所寄書籍遭中国大陆政府查扣沒收（包括楊繼繩的《天地翻覆：中國文化大革命史》及張戎的《毛澤東：鮮為人知的故事》），也會在網路上和中國大陸友人分享臺灣從白色恐怖（包括二二八事件、中壢事件、美麗島事件）到民主轉型及轉型正義（如太陽花學運）的歷史經驗與智慧，並協助維權運動人士及家屬。

### 李凈瑜
李凈瑜，李明哲之妻，畢業於文化大學勞工關係學系，曾與李明哲共同參與「文大進步青年社」的創立，均關注民權運動。李凈瑜曾任職於施明德的辦公室，自2002年起研究臺灣白色恐怖時期的歷史與檔案已有十多年。李凈瑜於2008年受施明德與姚立明之請託代表欲提名立法院不分區席次的紅黨（由百萬人民倒扁運動的紅衫軍所組成）於其老家高雄登記参选立法委員區域席次，登記費用由政黨籌措，但她不曾拜票、競選過，參選只為協助該黨符合《公職人員選舉罷免法》的要件。

## 事件經過

### 失蹤
2017年3月19日，中華民國國民、臺灣社區大學（非政府組織）工作者、民主進步黨前黨工李明哲搭乘長榮航空BR807航班，從臺北飛往澳門後從廣東珠海市拱北口岸進入中國大陸再赴廣州訪友，但其朋友在拱北口岸關口外並未見到李明哲本人，而且安排好廣州入住的地方也沒有出現。懷疑被中國大陸有關機關拘留。
同年3月24日，文山社區大學、台灣人權促進會、民間司改會等團體連同家屬召開記者會，要求中國大陸公布海關畫面，證明沒有抓人，並發起全球國際人權團體聯署，並於4月7日召開記者會，公布聯署結果。聯合國強迫失蹤小組（WGEID）並於6月正式受理此案，並多次邀請人權公約施行監督聯盟及台灣人權促進會與家屬至聯合國報告此案。
國際特赦組織臺灣分會及國際特赦組織亦陸續發布全球緊急救援通告，請世人加入共同聲援、連署、施壓的行列，呼籲中國大陸當局立刻公佈李明哲的下落，立刻釋放李明哲，除非有可靠的證據顯示他可能犯下國際承認的罪行，且獲得符合國際人權標準的公平審判；確保李明哲獲得保護，不受酷刑以及其他不人道待遇，且能夠和他的家庭、他所選任的律師聯繫，並獲得足夠的醫療照護。

### 中國大陸官方立場
2017年3月29日，中华人民共和国国务院台湾事务办公室（下稱國台辦）发言人马晓光在例行记者会上證實，李明哲因涉嫌从事危害国家安全活动已接受有关部门扣留调查，其身體情況良好。他回答记者提问时稱将保证台胞的合法权益，但李明哲涉嫌危害国家安全，由于案件还在侦查阶段，未透露具体細節。事後起訴書則指出當時被廣東省廣州市國家安全機關監視居住。
5月26日，新華社報導國臺辦发言人安峰山证实，李明哲因涉嫌煽動顛覆國家政權罪，經湖南省長沙市人民檢察院批准後，已在2017年5月12日由湖南省長沙市國家安全局正式逮捕。

### 台灣官方立場
3月30日，对于李明哲是否為國安情報單位外圍的「運用人員」、两岸陷入谍战的说法，中華民國國防部發言人明確否認和李明哲有关系，称：「不是，不是，沒有聽說。这是外界的臆测。」。
對於前立委蔡正元特助、台灣退役情報人員李俊敏指本事件為中共國安系統因業績壓力造成誤抓。立法院內政委員會上委員賴瑞隆提問：「李俊敏跟李淨瑜會晤時說，他認為在這件事上，中國國安單位有點『走鐘』。你們接獲的情資也是這樣嗎？他說有些單位因為業績壓力，所以抓錯人了，這不是一個好案子。國安局的研判也是這樣嗎？」國安局副局长周美伍回應：「我不相信中共做任何事情會這麼莽撞。」「我想主要就是因為陸方在今年1月1日開始執行境外NGO境內活動管理法，所以他們是以違反國家安全的理由予以羈押。」
4月11日
- 中華民國立法院院會通過民進黨黨團與時代力量黨團的提案，對中國大陸當局以違反人權方式拘禁李明哲表達嚴厲譴責與抗議，並呼籲中国大陆政府立即釋放李明哲，同時要求蔡英文政府主政的中華民國政府提供家屬所有的協助，且向國際表達嚴正立場[39]。

4月12日
- 立法院外交及國防委員會通過決議要求外交部及相關部會透過國際友臺政界及國際非政府組織等管道盡全力營救李明哲。[40]
- 蔡英文總統表明：政府的責任就是維護國家尊嚴，並確保國人的人身安全及權益，政府會盡力讓李明哲早日平安回國。行政院副院長林錫耀則表示人道探視是基本人權，行政院大陸委員會（下稱陸委會）對於中國大陸這段時間以來的漠視，已表達嚴正抗議。[41]

4月27日，蔡英文總統接受路透社採訪時就李明哲事件表示，呼籲中國大陸方面，這件事情要處理得格外的謹慎而明快，不要讓台灣人情緒上的不滿一直在增加。變成兩岸關係發展上的一個阻礙。
自2018年起的每年6月4日中國大陸六四事件周年紀念日，中華民國大陸委員會（原行政院大陸委員會，下稱陸委會）發表的紀念日新聞稿中都會出現要求釋放李明哲的聲明。

### 李凈瑜拒私下救援

#### 2017年
4月7日，中国大陸公安機關透过海峽兩岸人民服務中心執行長李俊敏联络李明哲妻子李凈瑜，并转交一份定位為亲笔信的复印信件。該信署名李明哲，但未知起筆人書寫時的狀態。李俊敏告诉李凈瑜，希望不涉政治，从人道的角度出发给予协助。但後來李凈瑜拒绝接受李明哲的亲笔信，称所谓亲笔信「一看就知道是假的，那裏面沒有跟我先生的任何一絲私人連結」，至於對方所稱「如果妳怎樣、妳先生就不會怎麼樣」的說詞「很離譜」，并欲亲自前往北京交涉。
4月10日，李凈瑜在抵達桃园国际机场後被告知自己的台胞证已遭註销，无法登机。遂当场將李俊敏協助救人的承諾書曝光，称这是中國大陆官方的威胁，并指出李俊敏是两岸掮客。对此，李俊敏发表声明，自己只是受海协会委托接触家属，他自认从未收家属一毛钱却遭污名化。他表示李凈瑜执意要政治化，故而无法继续协商，说「今後的一切都操之在她自己」。他亲自将李明哲信件送至李明哲母亲手中，自此退出不再插手。
而李凈瑜为表明自己的立场也發出「給台灣人民的一封信」，指出「中國政府果真像掮客所說的綁匪集團一樣」，並强调若繞過政府去接受一個掮客的條件，就是出賣了台灣的尊嚴。她表明「就像我曾經在台灣歷史中見識過的先賢先烈那樣，我必須戰鬥下去，我不會讓我先生為獲得自由而失去尊嚴，像狗一樣活未來的一生。中國再強大，也只能剝奪我們的生命與自由，但絕對粉碎不了我們的尊嚴。只求苟活想要羞辱我們的人，請你們免了吧！」。前立委邱毅批李凈瑜為參政高唱救夫戲，別把救夫變害夫。蔡正元则指責李凈瑜，政治慾望扭曲人性。
中国大陆有部分媒体批评称，李尚未被定罪，大陆官方也未曾称其为“间谍”而表示事件仍在调查中，然台湾媒体却已经暗指李从事谍报活动。台湾方面通过NGO等进行渗透也受到批评。此外，李凈瑜的从政意图也被提及，暗批其高调作秀。
4月12日，李凈瑜透過台灣人權促進會發表聲明。透露李俊敏在谈话中提及这次是廣東国安單位「走鐘」、因「有業績壓力...需要業績」與「暴衝」而「找錯人了」。但李俊敏并未表明自己受国台办所托，只是自称賴士葆助理。表示会尽力不出现电视认罪。劝说她不要去北京。李凈瑜指責中國大陸當局無法無天而國民黨人士包辦中國大陸在台灣的買辦，抨擊「共產黨抓人，國民黨人在台灣圍事」。当时李俊敏建议低调解决，他会私下协助让其夫早日获释，但李凈瑜拒绝，表示NGO朋友都已經出面聲援，選擇低調會失去這些好朋友，更何況「『當事人權益』不是『依法』處理，依『事實』量刑嗎？難道是依其『妻子』在外面的表現來量刑的嗎？」前立委林郁方劝不要听信激进团体的建议，同时呼吁两岸政府尽早公布李明哲和周泓旭的案情。
李凈瑜強調「我先生是被莫須有的罪名栽贓...我本身研究白色恐怖長達14年，我也在檔案中看過何謂『羅織入罪』」、「李明哲並沒有做任何不公不義不道德的事情，他做的事，都是在台灣社會上我們認為該做、也能做的事。...在文明國家，他的所作所為都是無罪的。」「我們是一個小國，李明哲跟我是手無寸鐵的人民而已，小國小民想要捍衛自由和尊嚴又想要不付出代價那是不可能的，我們難道都忘了，台灣此刻所享有的自由，是有人甘願付出代價所為我們爭取而來的嗎？」、「我研究歷史，我不是不了解『統治者就是要人民屈服的做法』，我只是不想像你們一樣屈服了而已。」「我覺得名譽和他的生命一樣重要，可是我現在救不到他的生命，我只能捍衛他的名譽…人的信仰跟價值才是一輩子的。...我不能用旁門左道去把他撈回來。」
5月16至19日，李凈瑜連同李明哲國際救援小組到美國尋求援助。此行除了跟多個NGO（包括人權觀察（Human rights Watch）、自由之家（Freedom House） 等）交流之外，更接受了多家媒體（包括自由亞洲電台、美國之音、華盛頓郵報）的專訪，及參加了美國國會特別針對李明哲及三位709律師召開的聽證會。隨後更到白宮與國家安全委員會亞太資深顧問暨總統特別助理博明（M. Pottinger）、國安會中國部主任布蕾（Leah Bray）以及國安會負責東南亞沿海國與東協的主任梅治（Casey Mage）會面。 

#### 2018年
2月4日，李凈瑜連同人權公約施行監督聯盟及台灣人權促進會受聯合國人權理事會特別程序中的強迫或非自願失蹤問題工作組（Working Group on Enforced or Involuntary Disappearances）的邀請，再次前往聯合國報告李明哲目前的處境，向國際求援。李凈瑜除了到位於法國史特拉斯堡的歐洲議會總部求援外，也抵達比利時布魯塞爾，出席台灣駐歐盟兼駐比利時代表處舉辦的座談會，與國際人權聯盟、人權無彊界、人權觀察、公平審判及國際聲援西藏運動等團體交流。同月11日返回台灣，李凈瑜表示「感謝陸委會以及外交部，對於我個人以及李明哲救援大隊的協助與安排，讓我感受到作為一個台灣人的溫暖。在史特拉斯堡以及布魯塞爾，見到非常多歐洲各國在人權崗位上工作的工作者與政治人物，他們都非常了解現時的處境，也表現出關懷的熱忱，並表示願意付出行動來協助，但都希望能體諒他們的外交處境，保持低調。我們必須尊重。營救政治良心犯是一條漫長的路，只能永遠懷抱信心與希望。」她強調，李明哲遭到中國大陸逮捕判刑坐牢，卻無意中讓國際人權團體以及聯合國人權機構有機會觀察到中國大陸當局與中華民國政府在人權方面的巨大落差。「只要李明哲坐牢一天，國際社會就會看到，軍事大國的中國，原來只是一個人權小國。」
4月24日，李凈瑜出席由歐洲議會議員，同時也是《歐中關係報告》報告人貝柏士（Bas Belder）在歐洲議會舉辦的「中國大陸宗教自由及人權」研討會。她在會上指出，李明哲與其他中國大陸政治犯不同的是，他是一個台灣人，並非中國大陸公民，中方用這種方式逮捕李明哲，是「令人沒辦法接受的事情」。

#### 2019年

##### 2月訪問美國
獲美國聯邦眾議員克里斯·史密斯（Chris Smith）邀請訪問美國，並出席美國總統川普5日（UTC+8）晚間的國情咨文演說。
李凈瑜表示，依據台灣關係法，台灣人權遭到迫害時，美國有權對台灣人權遭到迫害作出關注。美方對李明哲個案十分清楚，有自己的營救方式，也在過程中給予她溫暖，向美國總統、政府、國會及人民表達感謝，並對我方政府自李明哲先生受難以來的關切與贊助表示謝忱。而她出席華府智庫傳統基金會（HeritageFoundation）一場討論中國大陸對宗教自由威脅研討會時，特別帶著明信片請與會學者專家寫信給李明哲以示支持，表達對中國大陸的人權處理不認同的方式。在會後接受訪問時表示，希望大家能寄一封信給李明哲或關注中國大陸的政治犯。卡片的郵寄就能產生社會運動，包括中國大陸官方、郵差、許多人都會看到這樣的訊息，得以突破中國大陸的訊息封鎖，或是達到循序漸進改變的可能。
此行也拜會美國國務院國際宗教自由大使薩姆·布朗巴克（Samuel Brownback）與美國國會及行政部門中國問題委員會（CECC）等機構。
而在和美國聯邦眾議員吉姆·麥克高文（Jim McGovern）會見中麥克高文表示，解救李明哲先生是大家一致目標，並表示將親自與眾議院議長南希·裴洛西（Nancy Pelosi）商討如何營救李明哲。
台灣駐美代表高碩泰於雙橡園宴請李明哲救援團隊，李凈瑜女士等人向代表處為此行所提供之各方協助，表示誠摯謝意；高代表並相約在李明哲重獲自由後，將在雙橡園為其舉辦感恩餐會，向聲援之美國政要及人權組織致謝。

### 民間救援與聲援

#### 2017年
3月24日，文山社區大學、台灣人權促進會、民間司改會等團體連同家屬召開記者會，要求中國大陸公布海關畫面，證明沒有抓人，並發起全球國際人權團體聯署，並於4月7日召開記者會，公布聯署結果。
4月6日，在美國從事台灣獨立活動的台灣人公共事務會在網站發表聲明，譴責中國大陸拘留台北文山社區大學的人權工作者李明哲，同時對中國大陸提出呼籲，要求中國大陸在無可靠證據下「應立即釋放李明哲」，且針對李妻李凈瑜計畫赴北京尋人一事，中國大陸也不應有任何阻撓。強調將據此聯繫美國國會議員，盼能在川習會前，提高川普團隊對此事之重視。

4月12日，台灣教授協會、澄社、台灣人權促進會、人權公約施行監督聯盟、民間司法改革基金會、國際特赦組織台灣分會、台灣社、鄭南榕基金會、台灣守護民主平台、經濟民主連合、台灣勞工陣線、社區大學全國促進會、台灣關懷中國人權聯盟、華人民主書院等數十個臺灣公民團體亦紛紛出面聲援李明哲。, 新頭殼, 2017-04-01
- 李明哲之妻李凈瑜（中央者）及民間團體等聲援者召開記者會（美國之音圖片）
- 臺灣民進黨立委葉宜津，何欣純，李俊俋召開記者會（美國之音圖片）
- 臺灣時代力量立委黃國昌，太陽花學運領袖林飛帆與陳為廷，香港眾志秘書長黃之鋒召開記者會（美國之音圖片）

9月15日，在陳水扁政府時期出任國防部長的「台灣聯合國協進會」理事長蔡明憲帶領「台灣加入聯合國宣達團」20名成員前往中華人民共和國駐美國大使館抗議，除了加入聯合國口號外，也高叫釋放李明哲口號。

#### 2018年
9月12日，台灣聯合國協進會再次組成聯合國宣達團至中華人民共和國駐美國大使館抗議，除加入聯合國希望外，也要求釋放李明哲。

#### 2019年
李明哲被抓兩周年，台灣人權團體致聯合國人權事務高級專員辦公室（OHCHR）信函，李明哲救援大隊、人權公約施行監督聯盟、台灣人權促進會、西藏台灣人權連線、青平台、永社、華人民主書院等團體發出信件給聯合國人權高級專員辦公室的高级专员米歇尔·巴切莱特（Michelle Bachelet）女士，提及李明哲之言論自由、公平審判以及免於遭受酷刑和其他殘忍、不人道待遇和處罰等權利，被中國大陸當局所侵害，健康狀況也每況愈下；其妻子李凈瑜亦被剝奪了合法探監的機會。

### 公開審判
2017年9月6日，李凈瑜接獲中國大陸一位自稱是李明哲委任律師張忠偉的電話聯繫，李明哲案件即將公開審判，希望李凈瑜前往中國大陸旁聽庭審。
2017年9月11日上午9時30分（中國大陸標準時間，UTC+8），李明哲案於湖南省岳陽市中級人民法院開庭審理。與另一被告彭宇華一同出庭受審。湖南昌言律師事務所律師余纓、唯平律師事務所律師鄧松為彭宇華擔任辯護人，湖南岳州律師事務所律師張國輝、張忠偉擔任李明哲辯護人。李明哲遭秘密拘押近半年後首次露面，當庭承認「散布惡意攻擊中國大陸現行制度、中國大陸當局的文章與言論，撰寫惡意抹黑制度的資料文字，實施顛覆國家政權行為」，李明哲的母親郭秀秦及妻子李凈瑜獲准入庭旁聽。審訊全程透過網路延時轉播。庭訊在下午1時40分結束。審判長、刑事審判第一庭庭長戴斌當庭宣布擇期宣判。李明哲獲准與其母、其妻短暫交談後還押。
以下為起訴書有關李明哲罪名的摘錄文：
|  | 「被告人李明哲…2017年3月19日因涉嫌煽動顛覆國家政權罪被廣東省廣州市國家安全局監視居住。2017年5月2日經國家安全部指定管轄與彭宇華案併案偵查。2017年5月11日被告人李明哲因涉嫌煽動顛覆國家政權罪經湖南省長沙市人民檢察院批准逮捕，次日由湖南省長沙市國家安全局執行逮捕。」 「2012年6月以來，被告人彭宇華、李明哲利用『圍觀中國』『圍觀華南』等QQ群，有針對性地設定圍觀主題，多次組織成員對廣東開平徵稅事件等熱點、敏感事件進行炒作，通過肆意歪曲事實，毀謗和攻擊國家現行政治制度。」 「2012年至2016年，被告人李明哲通過QQ空間、臉書、微信等社群網路平台，大規模毀謗攻擊中國政府和國家社會制度的圖片違章，煽動他人顛覆國家政權。」 「2012年8月至2016年初，被告人李明哲在廣東省、福建省、廣西壯族自治區等地多次組織，參與『圍觀華南』QQ群成員及其他同域人員聚會活動，期間，大肆發表抨擊國家基本政治制度，抹黑政府形象的言論。2015年6、7月間，李明哲在馬速令等人與其通過網路討論以暴力方法顛覆國家政權過程中，明確表示『我從來不覺得要排斥暴力革命』『暴動，遲早的』，煽動他人顛覆國家政權。 認定上述犯罪事實的證據如下： 1. 手機、電腦、旗幟等物證及其照片。 2. 梅花公司運作計畫書、戶籍資料、出入境紀錄等書證。 3. 證人史旭鵬、葉陽聰等人的證言。 4. 被告人彭宇華、李明哲的供述與辯解。 5. 司法鑑定意見書。 6. 遠程勘驗筆錄、辨認筆錄。 7. 武漢會議錄像、聊天紀錄等視聽資料、电子數據。 本院認為，被告人彭宇華、李明哲共同組織、策划、實施顛覆國家政權、推翻社會主義制度，其行為觸犯了中華人民共和國刑法第105條第1款，兩被告人均是首要份子，犯罪事實清楚，證據確實、充分，應當以顛覆國家政權罪追究其刑事責任，在共同犯罪中，兩被告人均起主要作用，是主犯，還應適用中華人民共和國刑法第25條第一款、第26條第一、四款。依據中華人民共和國刑事訴訟法第172條之規定提起公訴，請依法判處。」 |

彭宇华及李明哲对于公诉人的指控照单全收，表示“没有异议”。
从臺北赶到法庭旁听的李明哲妻子李凈瑜於李明哲遭逮捕後首度見到本人，她对庭审表示愤怒，指称李明哲受到虚假审判，被迫认罪。
李凈瑜称，丈夫李明哲对其「下指令」，告诉她「回去台湾就不要再说了」。但是李凈瑜说，她不会被蒙蔽，因为「失去自由的人有言不由衷的特权」，李明哲在说这话时「他的手捏紧我，他的眼睛也在眨」。李凈瑜向媒体秀出两只手肘上的“李明哲，我以你为荣”字样。 
中国大陆媒体在报道以上内容时，援引台湾网友话语，暗指李凈瑜精神不正常，强调台湾人在中国大陆需要遵守在地法律。

### 宣判
2017年11月24日，陸委會副主委邱垂正證實，李明哲家屬已接到中國指派的委任律師電話，通知李明哲案的宣判時間，並邀請家屬出席，陸委會對此表示會做好相關準備，計劃海基會將派出有關人員協助和陪同家屬前往旁聽。呼籲陸方作出符合人權普世價值及珍視兩岸關係穩定發展的處置，讓李明哲早日返台。
2017年11月27日，曾在2017年9月單獨以「自己方式」成功入境大陸的前民進黨立委王麗萍在陪同李凈瑜到達長沙黃花國際機場時，被大陸邊檢人員以台胞證遭註銷為由拒絕入境。隨即被遣送至香港。陸委會隨即表達遺憾。
2017年11月28日上午9時15分，湖南省岳陽市中級人民法院宣判，李明哲判處有期徒刑5年，剥夺政治權利2年。成為首個以顛覆國家政權罪入獄的台灣人。李明哲當場表示不會上訴。其後在法院批准下和妻子李淨瑜短暫交談。

### 判決後

#### 服刑
李明哲獲判刑後，被移送至湖南省益阳市沅江市南嘴镇的赤山监狱服刑，為一所高度戒備設防的監獄。

#### 探監
李凈瑜曾公開表示，希望能每周都能探視李明哲。不過陸委會發言人兼副主委邱垂正在2017年11月30日的例行記者會上表示，中國大陸監獄法規定探視是1個月1次，每次設定只在星期二，而時間不超過30分鐘，會見人數不超過3人，政府會尽一切努力與可用方法協助家屬可以順利赴陸探視。另外也了解，根據規定推測可能2018年11月可提出假釋申請，但是否允許要看陸方態度。

##### 未遂
2018年1月30日，李凈瑜取得湖南赤山監獄的探監許可通知，早上在桃園機場計劃搭機前往湖南，但航空公司櫃枱職員表示由於李凈瑜無持有有效證件，探監通知書不能代替入境文件，公司向湖南海關查詢後，確認李凈瑜會被拒入境，按規定無法安排登機。海基會表示，有透過管道通知大陸，要求能給予李凈瑜特別入境安排，希望北京盡快重新發出台胞證，讓李凈瑜早日成行。

##### 首次順利探視
2018年3月26日，李凈瑜獲准以一次性台胞證赴湖南探視丈夫。她於26日在桃園機場搭機前往湖南長沙，28日返台，這是李明哲遭判刑入獄後，家屬首次獲准探視，海基會一名人員全程陪同。她在桃園機場稱，順利探視丈夫李明哲，雙方會面約30分鐘，李明哲的健康看起來還好，但發言權、通訊權遭限制，但仍渴望閱讀，寄給李的11本書籍現只收到2本，而她也已經向監獄方提出下個月的探視申請。

##### 其他獲陸方准許探視日期
第二次 - 2018年5月8日
第三次 - 2018年6月12日
第四次 - 2018年7月17日
第五次 - 2018年9月11日
李凈瑜原訂10月22日第6度赴陸探監；但湖南長沙台商協會在10月19日突然接獲獄方通知，李明哲被移監到河北燕城監獄，要求取消行程。隨後10月31日通知再度移監回赤山監獄。具體原因不明。引起陸委會、李明哲救援大隊的不滿。
第六次 - 2018年12月18日
李凈瑜第六次探監后於12月24日舉行記者會表示，獄方凍結李明哲帳戶，使他不能添購食物與衣物，因而暴瘦。
事後國台辦發言人馬曉光在2018年12月26日的例行記者會上指出李明哲服刑以來，各項權益均依法得到保障，健康情況均在正常範圍。獄方按規定為其全額配備全新的御寒衣服等，都有李明哲本人簽字確認。李凈瑜帶來的54本書籍，其中24本交給了李明哲本人，30本返還給了李凈瑜，兩個人均有簽字。家屬信件均已轉交李明哲本人，其他渠道帶來的涉及違法內容的信件，獄方依規進行處理。批評李凈瑜不斷罔顧事實，蓄意散佈不實之詞，背後有其不可告人的政治目的，她的惡劣言行，已經對監獄正常執法工作造成了干擾。
第七次 - 2019年4月22日
第八次 - 2019年5月28日
第九次 - 2019年6月18日
第十次 - 2019年7月23日
第十一次 - 2019年8月20日
第十二次 - 2019年9月24日，此次李凈瑜和李明哲母親郭秀秦一同前往赤山監獄探視
第十三次 - 2019年10月22日
第十四次 - 2019年11月19日
第十五次 - 2019年12月17日
第十六次 - 2020年1月7日

##### 禁止探視
赤山監獄當局指責李凈瑜的惡劣言行已經對監獄正常執法工作造成了干擾，有礙李明哲的改造，因此決定禁止李凈瑜探監3個月。由2019年1月23日起至4月22日止。李凈瑜表示，若她說的與事實不符，請中國大陸方面公布會客錄影錄音，並要求陸方開放國際人權組織、台灣陸委會代表她去探視。
國台辦發言人馬曉光在1月30日的例行記者會上就李凈瑜被暫停探監資格3個月表示，獄方依法依規對其做出有關決定。在這期間，其他符合規定的申請會見人可以依照有關規定正常會見，監獄方將一如既往依法保障罪犯正常的會見權利。
針對李凈瑜被赤山監獄通知禁止探監3個月，陸委會1月29日發表聲明指出，赤山監獄暫停家屬探視，嚴重損害李明哲及其家屬合法權益，陸委會已向陸方提出嚴正抗議，要求勿有刁難家屬人道探視的不當做法。而發言人邱垂正說：『（原音）政府仍將持續會同家屬並結合社會各界力量，採取各種積極的營救作為，共同促使陸方早日釋放李明哲先生返台。』
国台办称“2020年新冠疫情发生后，根据疫情防控需要，监狱方结合工作实际，疫情期间暂停所有罪犯亲属的现场会见。”

### 出狱
2022年4月13日，国台办发言人马晓光称“根据生效刑事判决，李明哲将于近期执行5年有期徒刑期满，依法释放；有关方面近日将安排李明哲返台。”李明哲于4月15日乘坐厦门航空直飞台湾的MF887班机返回台湾。

### 立法院記者會
李明哲在妻子李淨瑜陪同下在立法院開記者會，李明哲分享自己在中國服刑和觀察中國的獄政的經驗，要點如下：
- 中國大陸將自己視作中國公民審訊；

- 中國大陸司法制度如馬戲團；

- 中國大陸要求認間諜罪他本人拒絕；

- 以其親身經歷證明中國監獄是「血汗工廠」，他被關押湖南赤山監獄期間，一天強迫勞動十二至十三小時，遠超過法律規定的八小時。很多獄警跟他說，因他妻子國際救援成功，他才享有一周休息一天的待遇，其他監區都沒有。等他調離該監區，又恢復沒有休假日的情況。

- 在赤山監獄服刑期間做鞋子、手提包和手套，還有縫紉、裁鞋子等工作，裁切工廠布屑滿天飛，造成他如今鼻子過敏的後遺症。

- 由於衛生環境惡劣，飲食太不乾淨。我們在赤山監獄喝洞庭湖的水，燒開以後，水裡有沉澱物，連監獄警察都不喝，因此很多監獄長期服刑者出獄後，都有尿道結石、腎結石等疾病，就是環境太差。

## 影響效應

### 兩岸关系

#### 台灣
陸委會主任委員張小月於2017年4月11日召開國際記者會對中國大陸表達嚴正抗議，也呼籲中國大陸儘速公開說明案情，並讓家屬探視。她強調若中國大陸不儘快回應臺灣方面的訴求，對台灣人民情感會有很大傷害，對兩岸關係的發展不利，台灣人民都在看「為什麼這麼基本的、人道的訴求，都沒辦法告訴我們理由？」會讓台灣人民對中國大陸產生疑慮。
凱達格蘭基金會與新台灣國策智庫於2017年4月21日發布民意調查顯示，64.7%的台灣民眾認為中國大陸在李明哲事件上的作法對兩岸關係有影響，17.1%認為沒影響。
行政院長賴清德在9月12日受訪時表達，李明哲不可能，也沒有能力去顛覆中國政權，對李明哲「被認罪」表示遺憾，並呼籲中國大陸儘速放人。
就李明哲11月28日的「顛覆國家政權」罪名判決，總統府和陸委會表示「無法接受」，指出「傳播民主理念無罪」。
- 總統府表示，李明哲案嚴重傷害兩岸關係，尤其挑戰台灣人民對於民主自由的堅持與想像，令人遺憾。中華民國國民李明哲因為關心中國大陸公民社會與民主發展，分享民主自由理念卻遭到中國大陸人民法院以「顛覆國家政權」這種罪名審判，「我們無法接受」，也呼籲北京當局早日讓李明哲儘速返台。

- 陸委會表示，李明哲基於對中國大陸社會公益與未來發展的關心，和中國大陸友人交流臺灣民主發展經驗的相關言論與網路傳遞，並未危害中國大陸的安全與安定，對於這樣的判決結果，我方與民主及人權等普世價值完全背離，勢必對兩岸交流帶來嚴重的負面影響，也會衝擊中國大陸的國際形象。臺灣社會高度關注李明哲的人身安全與自由，陸方應確保李明哲先生在陸期間的身體健康並保障其應有權益，陸方也應確實依相關規定保障家屬依法探視李明哲先生的權利。李明哲是中華民國公民，中華民國政府仍會繼續努力，要求陸方早日釋放李明哲，直到平安返臺。[102][103]

2018年3月19日，第二次上任的陸委會新任主任委員陳明通在就職儀式上表示，這日也是李明哲被陸方限制人身自由滿一年的日子，對於李明哲案表達高度關注，指示陸委會同仁須持續全力營救李明哲，並協助家屬早日赴中國大陸探視。
2018年6月3日，陸委會在中國大陸六四事件29周年前夕發佈新聞稿，重申從未接受李明哲之「不當」審判與關押，應儘速釋放讓其平安返臺。
2019年6月3日，陸委會在中國大陸六四事件30周年前夕發佈新聞稿，再次重申從未接受李明哲之「不當」審判與關押，應儘速釋放讓其平安返臺。

#### 中國大陸
中华人民共和国国台办回应称，中国大陆十九大以来对台政策不因此改变，强调该案体现了中国大陆依法治国的精神，称利用此案进行政治炒作、挑拨两岸对立是徒劳的。
《環球時報》社評則称，台湾身份不会影响司法裁决，并批评蔡英文政府鼓励台湾民众从事非法活动，弃置台湾人的安危于不顾。
中华人民共和国外交部回应称，此问题国台办已经充分阐述，希望外界尊重中国大陸司法主权，勿干涉内政。而在国台办的回应中，指出李明哲案严格依法律法规办案，依据犯罪事实及其危害进行裁决，李明哲本人也已认罪，公开透明且有庭审的视频直播。

### 國際關注

#### 歐洲
除了總部位於英國倫敦的國際特赦組織（Amnesty International）於李明哲失蹤後數日即發布全球緊急救援通告外；總部位於法國巴黎、歷史最悠久的世界性人權組織國際人權聯盟（FIDH）則於4月5日起在網站上對李案發出緊急救援、並督促中國大陸保障李明哲家屬與律師的探望權利、儘快釋放只因在實踐《世界人權宣言》所揭示的基本權利就遭拘押的李明哲。
2017年7月6日，歐洲議會通過呼籲中國大陸當局釋放李明哲的決議。2018年1月19日通過同樣決議。
2021年3月26日，比利時國會通過同樣決議。

#### 美國
總部位於美國紐約的人權觀察（Human Rights Watch）中國部主任則憂慮中國將矛頭指向外籍人士，非常擔心李明哲可能遭受酷刑或虐待，該組織亦於4月18日發出要求中國釋放臺灣民主運動人士李明哲的呼籲。
長期關注臺灣人權與中國大陸人權的紐約大學教授孔傑榮（Jerome Alan Cohen）表示中國大陸在李明哲失蹤後第10天承認拘押，卻無具體事證說明理由，此拘留完全不是正常的刑事程序，而且李明哲見不到家人、律師或任何可以協助他的人，可能面臨酷刑、脅迫認罪，甚至以精神藥物折磨，這是中國大陸在施行「境外NGO管理办法」後第一個被關押的個案，是對全球各地關注中國大陸人權NGO的嚴重警訊。
在美國的台灣人公共事務會（FAPA）於4月6日發表聲明呼籲中國大陸應立即釋放李明哲外，並將聯繫美國國會議員共同關注。此外，也有海外台灣留學生前往中國大陸使領館抗議漠視人身自由。
包括美國在台協會前理事主席卜睿哲與司徒文等四十四名國際學者專家於4月中發表一封「給習近平的公開信」，指出中國大陸未根據兩岸協議在廿四小時內通報家屬有關事項的做法已經侵害人權、也違背協議，中國大陸的指控與事實有相當大的差距，任何冗長的拘留將持續損害中國大陸形象，並要求保障李明哲人身安全，儘速釋放其返回臺灣。
美國國務院東亞暨太平洋事務局發言人崔葛瑞斯對本案判決表達失望，也敦促陸方釋放李明哲，讓他與家人團聚。
美國在臺協會發言人游詩雅呼籲北京當局應釋放李明哲。
美國國會及行政當局中國委員會於2017年6月13日將李明哲列入政治犯名單，以作協助救援。
2019年2月5日，李凈瑜獲得聯邦眾議員克里斯·史密斯邀請出席2月6日美國總統川普在國會的国情咨文發表。

#### 聯合國
2017年6月23日，聯合國人權理事會下設的特別機制「任意逮捕及強迫失蹤工作小組」正式回覆受理李明哲案。

## 各方观点

### 對中華人民共和國政府的批判
- 2017年5月22日，美國眾議院外交委員會非洲、全球衛生、全球人權與國際組織小組委員會主席克里斯·史密斯表示，“中國以國安理由關李明哲是一大笑話。李淨瑜在聽證會上的表現非常有說服力，他全力支持為李明哲獲釋所做的一切努力。”[120]
- 2017年6月15日，中華民國前總統李登輝透過辦公室發表聲明指出，“中國政府拒絕釋出善意，回應家屬相關請求，有失泱泱大國應有之風範。”[121]
- 2017年7月6日，歐洲議會以壓倒性票數通過聲援劉曉波及李明哲案，英、法、德等20多位議員均表達強烈譴責中華人民共和國的態度。[122]
- 2017年9月11日，香港民運人士组织示威遊行，聲援李明哲。香港民運人士李卓人直言，“對中國政權而言，只要一批評他們的人權紀錄，中國就認為是顛覆。”[123]

### 對中華民國政府的批判
- 2017年5月17日中國時報报道，李凈瑜批台湾政府是「冷救援」，只是不断口头宣示要救人，但是迄今看不到一个具体的救援行动。李凈瑜说：「政府只会透过我周遭关系人及公部门的代表，不断提醒我，『救人要低调』。」[124]
- 2017年5月24日，李明哲国际救援小组发出声明稿批“蔡政府冷血无情”，“民主基金会执行长徐斯俭处处刁难家属的国际救援安排”。[125]
- 2017年6月14日，前總統李登辉表示，李明哲的安危是台湾政府的责任，跟中共讨价还价时，一定要拿出真正有行动力的手段，而不能只是说说而已。[126]
- 2017年9月13日，中國國民黨黨員、孫文學校總校長張亞中批判民進黨政府押蔡正元取供的行爲證明其并無資格指控李明哲案侵犯人權；卓越雜誌發行人林定芃認為民進黨想學李明哲案讓蔡正元也被認罪。[127]
- 2017年11月28日，中国大陆媒体《环球时报》对此案发表社论，批评蔡英文政府以煽情方式进行政治活动，鼓励台湾人到大陆从事非法活动。[107]

### 對當事人的批判
- 2017年3月30日，台湾名嘴唐湘龍投書《NOWnews 今日新聞》呼籲：不要“慣性搶救”。即：第一、宣稱無辜，第二、交待人權，第三、呼籲放人的“罐頭反應”。他认为，“李明哲大概會在大陸待一陣子了。待多久？那要先看周泓旭在台灣關多久。”[128]
- 2017年4月10日，前國民黨立法委員，現任中國文化大學教授邱毅在臉書批李明哲妻搞政治操作：「李太太若真想救夫，是該和蔡正元連絡，請求幫忙。可是李太太不僅拒收李明哲信件，還大罵李俊敏是兩岸掮客。這種操作方式是洪慈庸選立委的造勢模式」。[129]
- 2017年9月11日，澳門《新華澳報》董事長林昶[130]质疑李凈瑜的救人方式：「李凈瑜究竟是救夫還是為其參選作秀？」[131]
- 2017年9月12日，反年金改革人士李來希批評李明哲骨氣不足：「要宣揚理念在自己島上就好，不要跑到人家領土上，被抓的時候才全盤認罪，把台灣人的臉都丟光了」。[132]
- 2017年9月12日，在中國大陸發展的台灣女藝人劉樂妍在臉書表示：「如果我是中国的国家领导人，這次抓到的這個李明哲，我一定會槍斃他。」「共產黨現在多民主啊！所以他應該可以活。」[133]

### 相关推測
民進黨政府在2017年3月倡議推動「保防法」，正巧同時有獨派媒體曝光中國大陆学生周泓旭违反《國家安全法》遭政府羈押禁见。雖然保防法有部分學者認為造成人權嚴重倒退，但由於很恰巧同時發生的周生案件，可見「保防法」推動對於國家安全保障之重要性。在周生遭羈押禁见后一周，李明哲即遭中國政府逮捕。有觀點认为是中國大陸當局對此事件的强势回应。对此，新黨王炳忠在臉書表示：「主動先挑起兩岸對立的，顯然是台灣一方」。
中國大陸媒體人賈葭認為，對於目前台灣所執政的民進黨蔡英文政府當局沒有接受「九二共識」，中國大陸使出各種各樣的手段向台灣施壓，包括最早從減少陸客人數開始，從中國大陸的統治邏輯來看，現在李明哲在國家手上，可以測試台灣還能失去什麼。

### 類似事件經歷者
曾於2012年遭中國大陸政府传唤过的台湾人鍾鼎邦表示，大面積的曝光是中國大陸最害怕的事，當初自己能成功獲釋的最大原因在於喚起臺灣民眾的廣泛關切，「反映出台灣人的關切所在就是人權的基本價值」，因此臺灣民眾應持續關注本事件，有臺灣人民支持當後盾的政府亦應更積極地提供協助。
曾於2015年10月於中国内地被失蹤的香港銅鑼灣書店前店長林榮基也說：「其實我贊成李淨瑜這態度，因為最能夠保證李明哲安全的、人身自由的，就要『高調』，這是對的。可以讓李明哲早一點回來的，只有這個辦法。」他並認為臺灣政府太小心，應該要有清楚的反應，訴諸國際，以人權角度爭取釋放李明哲。

## 外部連結
- 岳阳市中级人民法院官方微博 （页面存档备份，存于）
- 尋找李明哲官方網站
- 大陸委員會《關懷人身安全專區 - 李明哲案》 （页面存档备份，存于）